# Сан Касијано Кјеза (Ређо Емилија)
Сан Касијано Кјеза је насеље у Италији у округу Ређо Емилија, региону Емилија-Ромања.
Према процени из 2011. у насељу је живело 59 становника. Насеље се налази на надморској висини од 504 м.